# Дзери
Дзери (на италиански: Zeri) е община в Италия, в региона Тоскана, провинция Маса и Карара, в планинния район, наречен Луниджана. Населението е около 1300 души (2007). Това е по-западната неостровна община на Тоскана.